# Waltraut Cooper
Waltraut Cooper (Linz, 21 dicembre 1937) è un'artista austriaca.
È nota per essere una delle esponenti di punta della Light art. Vive e lavora a Vienna.
Ha studiato matematica, fisica applicata e arte a Vienna e in varie città europee tra le quali Parigi, Lisbona e Francoforte.
Nel 1976 ha conseguito il Premio Theodor Körner.
Ha partecipato alla Biennale di Venezia nel 1986 e nel 1995 presentando alcune installazioni luminose. Ha esposto inoltre le sue opere in Austria, Francia, Germania, Italia, Paesi Bassi, Canada e negli Stati Uniti, presso gallerie private e musei pubblici.
Centrali nella sua opera sono il tema della luce, dell'architettura e dei mass-media: è conosciute per le sue sculture cromatiche e per le installazioni luminose che hanno ornato alcuni edifici monumentali modificandone la percezione visiva, con effetti suggestivi.
Oggetto di un suo intervento luminoso sono stati, tra altri celebri monumenti, il Palazzo del Parlamento di Vienna, nel 2004, ed il Colosseo a Roma.

## Mostre (Selezione)
- 1986 Biennale Venezia: Arte e Scienza
- 1987 Wilhelm-Hack-Museum, Ludwigshafen, Matematica nell´Arte degli ultimi 30 anni
- 1988 Montreal: Images du Futur
- 1988 Linz: Ars Electronica
- 1988 Toulouse: F.A.U.S.T.
- 1989 Boston: SIGGRAPH
- 1991 New York Bronx Museum: Third Emerging Expressions Biennale
- 1995 Biennale Venezia: Arte Laguna
- 1996 Bonn Kunsthalle: Kunst aus Österreich 1896-1996
- 1999 Paris Medienfestival: Pour une ecologie des media
- 2001 Roma Galleria d´Arte Moderna: Diario
- 2002 Kopenhagen, Lux Europae
- 2004 Varsavia, Berlino, Roma, Vienna, Bruxelles, Mosca: Regenbogen für Europa